# شحیل
شحیل (به عربی: الشحیل) یک منطقهٔ مسکونی در سوریه است که در استان دیر الزور واقع شده‌است. شحیل ۱۴٬۰۰۵ نفر جمعیت دارد.